# Doctor Faustus (roman)
Doctor Faustus (germ. Doktor Faustus) este un roman al scriitorului german Thomas Mann. A fost scris între 1943 și 1947 și publicat în Statele Unite ale Americii sub titlul „Doktor Faustus. Das Leben des deutschen Tonsetzers Adrian Leverkühn, erzählt von einem Freunde” (în românește, „Doctor Faustus. Viața compozitorului german Adrian Leverkühn povestită de un prieten”).

## Rezumat
În Romanul „Doctor Faustus”, Thomas Mann redă povestea vieții lui Adrian Leverkühn,  un compozitor care își vinde sufletul diavolului pentru a crea muzică ficțională. Motivele sunt profund spirituale, însă condamnabile ca dezicere de uman. Este o reeditare modernă a legendei lui Faust, o carte care îmbină elemente psihologice cu cele estetice și cu cele sociale, o meditație asupra răului în lume și-n individ, în care alegoria joacă un rol central și care oferă noi interpretări pactului faustic. Povestea de viață a lui Leverkühn, spusă de umanistul Serenus Zeitblom, este o alegorie strălucitoare a ascensiunii celui de-al treilea Reich, a renunțării Germaniei la propria umanitate și a acceptării nihilismului. Este, de asemenea, și cea mai detaliată analiză a geniului german atât la nivel național, cât și la nivel individual.Protagonistul romanului, compozitorul Adrian Leverkühn, este floarea culturii germane, o persoană strălucitoare, izolată, care compune o muzică radicală, un joc artistic aflat chiar la marginea imposibilului. În schimbul a 24 de ani de realizări muzicale fără seamăn, își oferă sufletul și capacitatea de a iubi. Răceala vieții artistului este o condiție a pactului prescrisă de diavol.Trăind exclusiv pentru muzică, Leverkühn, aleargă mereu după mirajul pasionalității, manifestată, aparent, în iubirea homosexuală față de Rudi Schwerdtfeger, apoi, în cea față de nepotul său Nepomuk Schneidewein.  Adrian Leverkühn este, încă din copilărie, o imagine a omului de geniu. Inteligent, rece, analitic, cu o viață interioară mult mai agitată decât lasă să se vadă, preocupat de problemele existențiale. Geniul său muzical nu se lasă descoperit imediat, așa cum nici decizia de a-l cultiva și desăvârși nu este luată pe loc, ci are nevoie de un timp de gândire în care temerile și complexele să dispară.
Moartea, boala, răul fizic și moral, arta ca superlativ al existenței, sunt marile teme ale romanului. Tomas Mann proiectează asupra eroilor săi ideea că suferința este singura modalitate de întâlnire a omului cu sine și de înțelegere a raporturilor sale cu existența, cu lumea văzută sub toate aspectele sale.
Cadrul temporal include perioada dintre 1884 -1945, așadar propria epocă a autorului. Acesta însuși numea „Doktor Faustus” „o carte a vieții de o sinceritate aproape zdrobitoare, un straniu fel de autobiografie transferată, o operă care m-a costat mai mult și m-a măcinat mai profund decât oricare alta anterioară”.

## Lecturi recomandate
- Dwars, Jens-Fietje și Agthe, Kai (2000). Wo liegt Kaisersashern? (germ. „Unde se află Kaisersaschern?”), quartus-Verlag. ISBN 3-931505-78-2